# Żelewko
Żelewko (niem. Seelowsee) – jezioro na Równinie Pyrzyckiej, położone w województwie zachodniopomorskim, w powiecie pyrzyckim, w gminie Stare Czarnowo.
Powierzchnia akwenu wynosi 75 ha. Przez Żelewko przepływa rzeka Płonia, która poprzez ujście łączy je z jeziorem Płonno. 
Jezioro Żelewko jest jednym z jezior pozostałych po dawnym wielkim akwenie tworzącym tzw. Zastoisko Pyrzyckie zwane też Pramiedwiem. W drugiej połowie XVIII wieku z polecenia Fryderyka II Wielkiego przeprowadzono meliorację okolic Pramiedwia. Skutkiem prac nadzorowanych przez Davida Gilly’ego było zmniejszenie się dawnego akwenu o 575 ha i obniżenie poziom lustra wody o 2,5 m, w wyniku czego powstały nowe jeziora, m.in. Będogoszcz, Płonno, Zaborsko.